# Leptotyphlops sylvicolus
Leptotyphlops sylvicolus este o specie de șerpi din genul Leptotyphlops, familia Leptotyphlopidae, descrisă de Donald G. Broadley și Wallach 1997. Conform Catalogue of Life specia Leptotyphlops sylvicolus nu are subspecii cunoscute.